# Буревестник (стадион, Москва, Самарский переулок)
«Буревестник» (до 1923 года «Унион») — бывший стадион в Москве, располагавшийся по адресу Самарский переулок, 22, восточнее Екатерининского парка.

## История
Стадион был построен для клуба «Унион», чьё имя он носил первоначально, на участке в три тысячи квадратных саженей, выделенном землевладельцем Чоколовым к востоку от Екатерининского парка. Первоначально стадион обладал футбольным полем и небольшими трибунами. Поле стадиона было нестандартным: меньше, чем установлено правилами, как в длину, так и в ширину. В зимнее время на нём заливался каток. Вокруг футбольного поля были размещены рекламные щиты. В здании клуба были расположены буфет, столовая, служебные помещения. На стадионе также были устроены три площадки для тенниса..
В рамках подготовки к Олимпийским играм 1912 на стадионе «Унион» 3 мая 1912 года играли Финляндия против сборной британцев, работавших в Москве. Игра закончилась со счетом 7:2 в пользу финнов. 29 августа 1913 года на поле «Униона» прошла игра второй сборной Москвы против сборной Норвегии. Гости победили со счетом 4:1.
О стадионе «Унион» известны следующие отзывы. В 1913 году журнал «К спорту» писал:
Прекрасное поле ЗКС, «лошадиное» СКС и булыжная площадка «Униона». Какие контрасты!
Также в дореволюционной прессе была и такая заметка:
Всегда сырое, грязное весной и осенью поле «Униона» высыхает лишь к началу лета, но при этом покрывается многочисленными мелкими буграми, которые заставляют мяч отпрыгивать совершенно не в ту сторону, куда следовало.
В советское время стадион носил названия стадион «Союза Совторгслужащих» (ССТС), стадион «Профинтерна», стадион «Союз Кооперации и Госторговли» (СКиГ), «Буревестник». Сам стадион принадлежал одноимённому клубу «Буревестник».
В 1957 году на стадионе прошли соревнования по гандболу в рамках VI Фестиваля молодежи и студентов. К Олимпийским играм на месте стадиона был построен спортивный комплекс «Олимпийский»: новый комплекс был заложен 4 марта 1977 года, строительство началось осенью 1977 года и было завершено весной 1980 года.